# Proteinski dimer
U biohemiji, dimer je makromolekularni kompleks formiran od dva, obično ne-kovalentno vezana, makromolekula kao što su proteini ili nukleinske kiseline. Dimer je kvaternarna struktura proteina.
Homodimer se formira od dva identična molekula (procesom homodimerizacije). 
Heterodimer se formira od dva različita makromolekula (procesom heterodimerizacije).
Većina dimera u biohemiji nije vezana kovalentnim vezama izuzev disulfidnih veza. Primer takvih enzima je reverzibilna transkriptaza, kaja se sastoji od dva različita aminokiselinska lanca.
Neki proteini sadrže specijalizovane domene koji omogućuju dimerizaciju (dimerizacioni domeni).

### Primeri
- Antitela
  - Receptori tirozinske kinaze
- Transkripcioni faktori
  - Leucinski rajsferšlus motiv proteina
  - Nuklearni receptori
- 14-3-3 proteini
- G protein spregnuti receptori
- G protein βγ-podjedinica
- Kinezin
- Triosefosfateizomeraza (TIM)
- Alkoholna dehidrogenaza
- Faktor XI
- Faktor XIII
- Tol-slični receptor
- Fibrinogen